# Whisler Island
Whisler Island är en ö i Kanada.   Den ligger i territoriet Nunavut, i den nordöstra delen av landet, 4 000 km norr om huvudstaden Ottawa.
Trakten runt Whisler Island är nära nog obefolkad, med mindre än två invånare per kvadratkilometer.